# Hloubětín (stacja metra)
Hloubětín – stacja linii B metra praskiego (odcinek IV.B), położona w dzielnicy o tej samej nazwie, w rejonie ulicy Podiebradzkiej (Poděbradská).